# John Gray (spisovatel)
John Gray (* 28. prosince 1951, Houston, USA) je americký vztahový poradce, přednášející a spisovatel, autor knih o partnerských vztazích. V roce 1992 vydal knihu Muži jsou z Marsu, ženy z Venuše, která se stala bestsellerem a tématem všech jeho dalších knih a profesních aktivit. Zabývá se tématem růstu osobnosti, vztahy mezi muži a ženami a lidskou komunikací, přestože nezískal žádné akreditované psychologické ani jiné vzdělání. Naopak je držitelem čestného doktorátu na Governors State University v Illinois.